# وشتراو
وشتراو (به آلمانی: Westerau) یک شهر در آلمان است که در شتورمارن واقع شده‌است. وشتراو ۸۰۸ نفر جمعیت دارد.